# Skarphagen

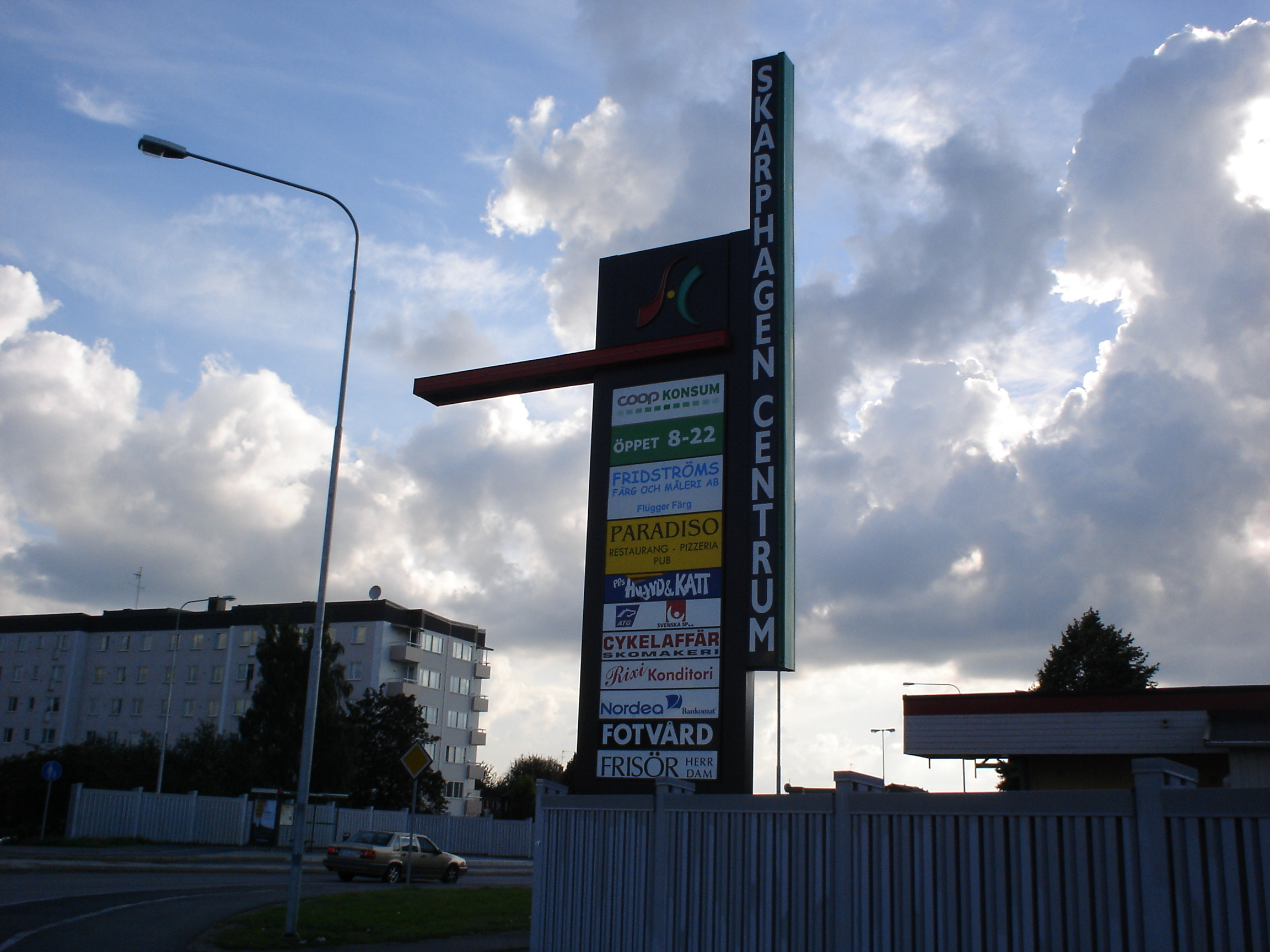
Skarphagen centrums affärer.

Skarphagen är en stadsdel i Norrköping. I Skarphagen finns ett centrum, innehållande bland annat Coop Konsum, pizzeria, frisör, apotek och konditori. Bredvid det närliggande koloniområdet Skarptorp finns även vårdcentral och tandläkare.
Skarphagen började bebyggas i större omfattning under 1950-talet och området består till största delen av enfamiljshus och även mycket ungdomar.
I stadsdelen finns ett fotbollslag, Skarphagens IK, vilket för närvarande hemmahör i division 4.